# Scared
Scared is een Engelstalige single van de Belgische band Dildo Warheads uit 1994. Het tweede nummer op deze single was Carry On en het derde Grow Old & Die. Scared verscheen nadien op het debuutalbum Dildo Warheads (1994).
Het nummer bereikte de vierde plek in De Afrekening.
Van de opbrengsten van Scared kon de band een tour organiseren in Oost-Europa.

## Meewerkende artiesten
- Producer:
  - Bert Van Roy
  - Jan Van Bael
- Muzikanten:
  - Herman Hulsens (zang, basgitaar)
  - Christophe Coeck (gitaar)
  - Sven Coeck (drums)